# Conjunt fitat
En anàlisi matemàtica i àrees relacionades de les matemàtiques, un conjunt es diu fitat si té la grandària limitada, en un sentit que cal precisar. En cas contrari, es diu no fitat.

Exemples de dos subconjunts del pla, un de fitat (a dalt) i un de no fitat (a baix). El conjunt de baix es perllonga indefinidament cap a la dreta.

## Definició

### En la recta real
Un conjunt A de nombres reals es diu fitat superiorment quan existeix un nombre real M tal que M ≥ x per a cada element x de A. El nombre M s'anomena fita superior o majorant de A, i no és únic.
De manera similar, 
un conjunt A de nombres reals es diu fitat inferiorment quan existeix un nombre real m tal que m ≤ x per a cada element x de A. El nombre m s'anomena fita inferior o minorant de A.
Un subconjunt A de la recta real R es diu fitat quan té alhora una fita superior i una fita inferior. Això equival a afirmar que existeix un interval I de llargada finita que conté A (per exemple, l'interval I = [m,M]).

### En un espai mètric
Un subconjunt A d'un espai mètric X es diu fitat quan està contingut en alguna bola. És a dir, quan existeixen un punt p de X i un nombre r > 0 tals que A ⊆ B(p;r).

### Exemples
Dins la recta real,
el conjunt N dels nombres naturals és fitat inferiorment però no superiorment, mentre que el conjunt Z dels nombres enters no és fitat ni inferiorment ni superiorment.
El conjunt dels x tals que x² < 2 és fitat.

## Discussió
El concepte de conjunt fitat i el concepte estretament relacionat de funció fitada són de gran importància en l'anàlisi matemàtica. Una funció f: X → R es diu fitada quan la seva imatge f(X) és un subconjunt fitat de R. Aquesta definició també s'aplica a funcions amb valors en un espai mètric.
El concepte de fita superior (o inferior) té un paper fonamental en la descripció de la recta real. Si A és un conjunt de nombres reals fitat superiorment, llavors entre totes les seves fites superiors n'hi ha una de més petita, anomenada suprem, i representada per sup(A). L'existència del suprem és un dels axiomes dels nombres reals.
Anàlogament, un conjunt A de nombres reals fitat inferiorment té una màxima fita inferior, anomenada ínfim i representada per inf(A). Aquestes propietats no són certes per a subconjunts de la recta racional.
La propietat de ser fitat apareix en moltes caracteritzacions d'objectes i en hipòtesis o tesis de teoremes. Per exemple, un subconjunt de l'espai euclidià Rn és compacte sii és tancat i fitat.

## Fitació en teoria de l'ordre
Les definicions de conjunts fitats dins la recta real es poden estendre sense canvis rellevants a subconjunts d'un conjunt ordenat.